# Курунта

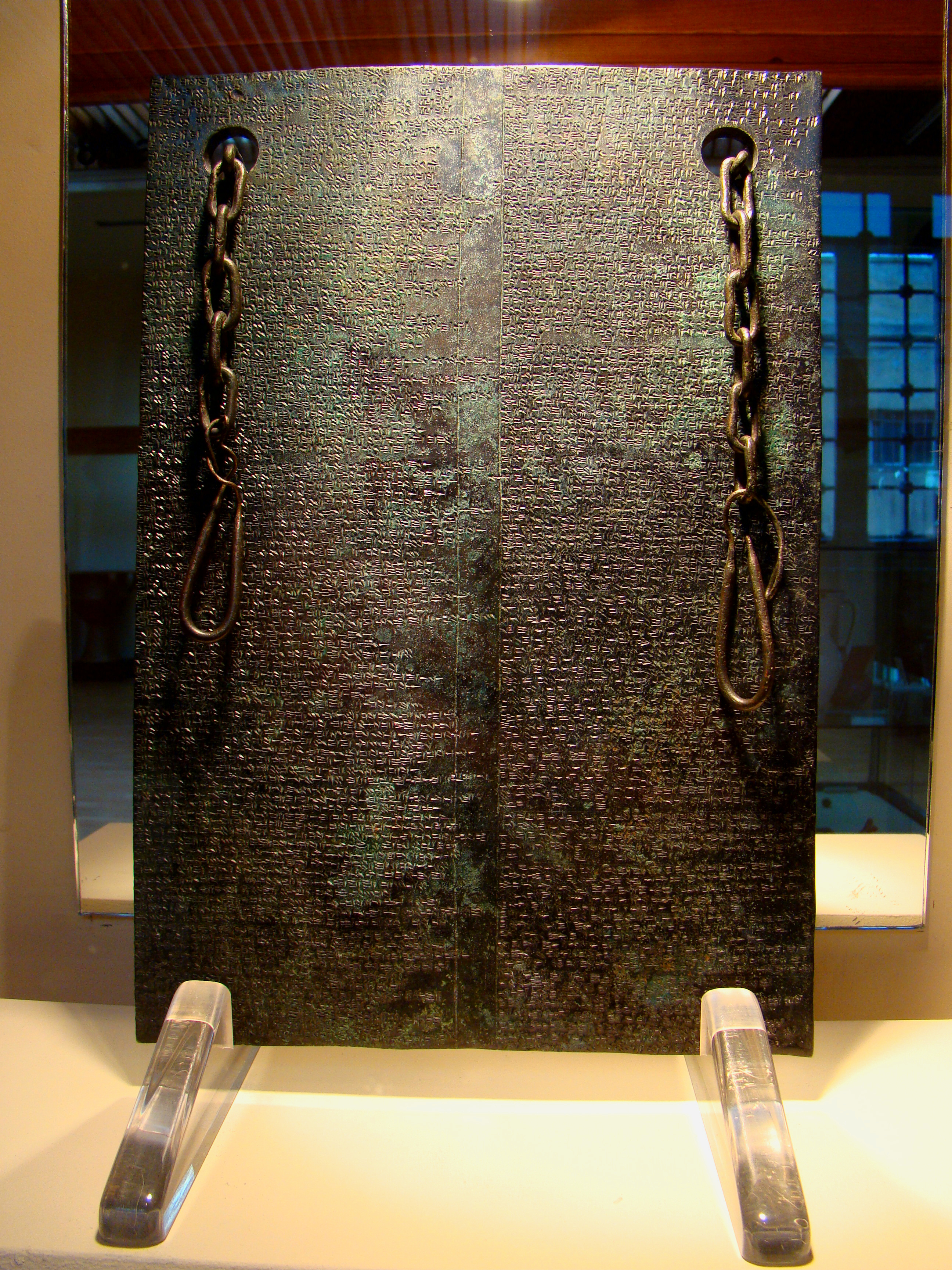
Бронзовая табличка из Хаттусы содержит договор между Тудхалией IV и Курунтой из Тархунтассы в 1235 г. до н. э. Тудхалия обещает суверенитет Тархунтассы и другую территорию Курунте и его сыновьям в будущем, хотя Курунте советуют не подражать «Великому царству» Тудхалии. «Тысячи богов» перечислены в качестве божественных свидетелей действительности этого договора.

Курунта — один из хеттских царей, правивший короткое время в конце XIII или в начале XII века до н. э.
Сведения о его биографии отрывочны. Он был либо младшим братом, либо сыном царя Муваталли II, и тем самым либо дядей, либо двоюродным братом Тудхалии IV. Так как старший сын Мутавалли II, Мурсили III, был свергнут своим дядей Хаттусили III, Курунта имел права на хеттский трон.
Существенная часть сведений о Курунте происходит из новых находок из Хаттусы. Так, там была обнаружена бронзовая табличка с текстом договора между Курунтой и Тудхалией IV, согласно которому Курунта становился правителем области Тархунтасса на юге Малой Азии, и который чётко очерчивал границы области. Очевидно, Тудхалия таким образом хотел устранить соперника в борьбе за власть.
Были обнаружены также надписи, указывающие, что Курунта был царём хеттов, но ни точное время этого, ни обстоятельства неизвестны. Очевидно, он пришёл к власти насильственным путём. Случилось ли это после царствования Тудхалии IV или во время короткого правления его сына Арнуванды III, неизвестно. Была также обнаружена надпись, рассказывающая о вторжении брата Арнуванды, Суппилулиумы II в Тархунтасу. Возможно, это было местью Курунте за свержение его отца или брата. Неизвестно, однако, был ли Курунта жив во время этой военной операции.